# The Boss Baby (soundtrack)
The Boss Baby (Music from the Motion Picture) is de originele soundtrack, gecomponeerd door Hans Zimmer en Steve Mazzaro voor de film The Boss Baby uit 2017 van Tom McGrath. Het album werd uitgebracht op  24 maart 2017 door Back Lot Music.
Het orkest stond onder leiding van Gavin Greenaway en met funk-brass dirigent Matt Dunkley. In de filmmuziek zong het koor London Voices onder leiding van Ben Parry en het jazzkoor Metro Voices onder leiding van Matt Dunkley.
De partituur werd opgenomen in de Air Studios, Londen met extra opnames bij Remote Control Productions en Groove Masters, Santa Monica. Het album werd gemixt en gemasterd door Nathaniel Kunkel bij Remote Control Productions, Santa Monica.

## Tracklijst
Alle muziek is geschreven door Hans Zimmer en Steve Mazzaro, tenzij anders vermeld.
| Nr. | Titel                                                  | Geschreven                 | Duur |
| --- | ------------------------------------------------------ | -------------------------- | ---- |
| 1.  | Survival of the Fittest                                |                            | 2:24 |
| 2.  | Baby Brother                                           |                            | 3:58 |
| 3.  | Welcome To Baby Corp                                   |                            | 3:12 |
| 4.  | You Can't Get Away From Johnny Law                     |                            | 2:11 |
| 5.  | We Can Buy a Bouncy House                              |                            | 3:18 |
| 6.  | Super Colossal Big Fat Boss Baby                       |                            | 1:11 |
| 7.  | Barfmitzvah                                            |                            | 2:11 |
| 8.  | Toodaloo Toilet-Head!                                  |                            | 4:02 |
| 9.  | I Wish You Were Never Born                             |                            | 2:53 |
| 10. | Puppy Co.                                              |                            | 3:27 |
| 11. | You Want To Hug Me, Don't You?                         |                            | 3:20 |
| 12. | Arrrggh                                                |                            | 2:01 |
| 13. | Francis Francis                                        |                            | 4:19 |
| 14. | You're Fired                                           |                            | 4:28 |
| 15. | Upsies! I Need Upsies!                                 |                            | 1:44 |
| 16. | Love                                                   |                            | 5:17 |
| 17. | Go Get Yourself a Horse                                |                            | 2:19 |
| 18. | What the World Needs Now Is Love – Missi Hale          | Burt Bacharach & Hal David | 4:15 |
| 19. | Cheek to Cheek – Fred Astaire                          | Irving Berlin              | 5:01 |
| 20. | (Every Time I Turn Around) Back in Love Again – L.T.D. | Len Ron Hanks & Zane Grey  | 4:40 |

## Solisten
- Philip Achille – chromatische mondharmonica
- Nicholas Bucknall – klarinet
- Yolanda Charles – basgitaar
- Sheila E. – percussie
- Guthrie Govan – gitaar
- Tina Guo – cello
- Andy Pask – contrabas
- Satnam Ramgotra – percussie
- Phil Todd – saxofoon